# Matt Beynon Rees
Matt Beynon Rees (* 1967 in Newport, Wales) ist ein walisischer Journalist und Schriftsteller.

## Leben
Rees studierte Englische Literatur an der University of Oxford und Journalismus an der University of Maryland, College Park. Danach lebte er fünf Jahre in New York, bevor er 1996 nach Jerusalem ging, wo er zunächst für The Scotsman und Newsweek schrieb. Von 2000 bis 2006 leitete er das Jerusalemer Büro des Time-Magazins, für das er auch weiterhin schreibt. 
Im Jahr 2008 erschien sein erster Kriminalroman mit dem palästinensischen Lehrer Omar Jussuf auf Deutsch. Der Verräter von Bethlehem wurde mit dem New Blood Dagger Award ausgezeichnet.
Rees spricht unter anderem Arabisch und Hebräisch und lebt in Luxemburg.

## Werke (Auswahl)
Sachbuch
- Cain's Field: Faith, Fratricide, and Fear in the Middle East. Free Press, 2004

Romane
- Der Verräter von Bethlehem: Omar Jussufs erster Fall (The Collaborator of Bethlehem. Omar Yussef Mysteries). 2007
- Ein Grab in Gaza: Omar Jussufs zweiter Fall (A Grave in Gaza. Omar Yussef Mysteries). 2008
- Der Tote von Nablus: Omar Jussufs dritter Fall (The Samaritan’s Secret. Omar Yussef Mysteries). 2009
- Der Attentäter von Brooklyn: Omar Jussufs vierter Fall (The Fourth Assassin. Omar Yussef Mysteries). 2010
- Mozarts letzte Arie (Mozart’s Last Aria). 2011
- Mit Blut signiert (A Name in Blood) (über das Leben von Michelangelo Merisi da Caravaggio). 2013
- Die Damaskus-Connection (The Damascus Threat). 2016
- China Strike: An ICE Thriller. 2017